# Dana Davis
Dana Davis (* 4. Oktober 1978 in Davenport, Iowa) ist eine US-amerikanische Schauspielerin.

## Karriere
Nach dem Besuch der Davenport North High School besuchte sie die Loyola Marymount University, an der sie 2001 ihren Abschluss in Musik erlangte. Seit 2007 spielt sie eine der Hauptrollen in der US-Serie Heroes.

## Filmografie
- 2001: Mister Funky – Die Steve-Harvey-Show (The Steve Harvey Show, Fernsehserie, 1 Episode)
- 2001: Boston Public (Fernsehserie, 2 Episoden)
- 2001: One on One (Fernsehserie, 1 Episode)
- 2002: Malcolm mittendrin (Malcolm in the Middle, Fernsehserie, 1 Episode)
- 2002: No Prom for Cindy (Kurzfilm)
- 2003: Die himmlische Joan (Joan of Arcadia, Fernsehserie, 1 Episode)
- 2004: Raven blickt durch (That’s So Raven, Fernsehserie, 1 Episode)
- 2004: Raise Your Voice – Lebe deinen Traum (Raise Your Voice)
- 2005: Coach Carter
- 2005: Point Pleasant (Fernsehserie, drei Episoden)
- 2005: Cold Case – Kein Opfer ist je vergessen (Cold Case, Fernsehserie, 1 Episode)
- 2005: Testing Bob (Fernsehfilm)
- 2005: Gilmore Girls (Fernsehserie, 2 Episoden)
- 2005–2006: O.C., California (The O.C., Fernsehserie, 2 Episoden)
- 2005–2006: Veronica Mars (Fernsehserie, 2 Episoden)
- 2006: CSI: Miami (Fernsehserie, Episode 4x16)
- 2006–2007: The Nine – Die Geiseln (The Nine, Fernsehserie, 13 Episoden)
- 2007: Hidden Palms (Fernsehserie, 1 Episode)
- 2007: Heroes (Fernsehserie, 6 Episoden)
- 2008: Prom Night
- 2008: Pushing Daisies (Fernsehserie, 1 Episode)
- 2009: Criminal Minds (Fernsehserie, 1 Episode)
- 2009: Relative Stranger (Fernsehfilm)
- 2009: Bones – Die Knochenjägerin (Bones, Fernsehserie, 1 Episode)
- 2009–2010: 10 Dinge, die ich an dir hasse (10 Things I Hate About You, Fernsehserie, 20 Episoden)
- 2010: Grey’s Anatomy (Fernsehserie, 1 Episode)
- 2010: Nick of Time (Kurzfilm)
- 2011: Body of Proof (Fernsehserie, 1 Episode)
- 2011–2013: Franklin & Bash (Fernsehserie, 30 Episoden)
- 2012: Jennifer (Kurzfilm)
- 2012: CSI: Vegas (CSI: Crime Scene Investigation, Fernsehserie, 1 Episode)
- 2012–2013: Motorcity (Fernsehserie, 9 Episoden, Stimme)
- 2014: Glee (Fernsehserie, 1 Episode)
- 2014: High Moon (Fernsehfilm)
- 2015: Code Black (Fernsehserie, 1 Episode)
- 2015: The Right Girl (Fernsehfilm)
- 2016–2019: Star gegen die Mächte des Bösen (Star vs. the Forces of Evil, Fernsehserie, Stimme)
- 2017: Scorpion (Fernsehserie, 2 Episoden)
- 2018: 9-1-1: Notruf L.A. (9-1-1, Fernsehserie, 1 Episode)
- 2018–2024: Craig of the Creek (Fernsehserie, Stimme)
- 2018–2019: She-Ra und die Rebellen-Prinzessinnen (She-Ra and the Princesses of Power, Zeichentrickserie, Stimme, 16 Episoden)
- 2019: Suburban Swingers Club (Fernsehfilm)
- 2021–2022: Disney Amphibia (Fernsehserie, 3 Episoden, Stimme)
- 2023: Craig Before the Creek (Stimme)